# Становишче
Становишче (словен. Stanovišče, итал. Stanovischis) је насељено место у општини Кобарид, Горишка регија, Словенија.

## Историја
До територијалне реорганизације у Словенији било је у саставу старе општине Толмин.

## Становништво
У попису становништва из 2011. године, Становишче је имало 37 становника.
| Број становника према пописима | Број становника према пописима | Број становника према пописима |
| ------------------------------ | ------------------------------ | ------------------------------ |
| 1991                           | 2002                           | 2011                           |
| 50                             | 40                             | 37                             |